# هربرت ر. روبنسون
هربرت ر. روبنسون (بالإنجليزية: Herbert R. Robinson)‏ هو سياسي أسترالي، ولد في 19 أبريل 1909 في أستراليا، وتوفي في 11 يوليو 1990 في كانبرا في أستراليا. حزبياً، نشط في حزب أستراليا الليبرالي (شعبة أستراليا الغربية).